# Farfel

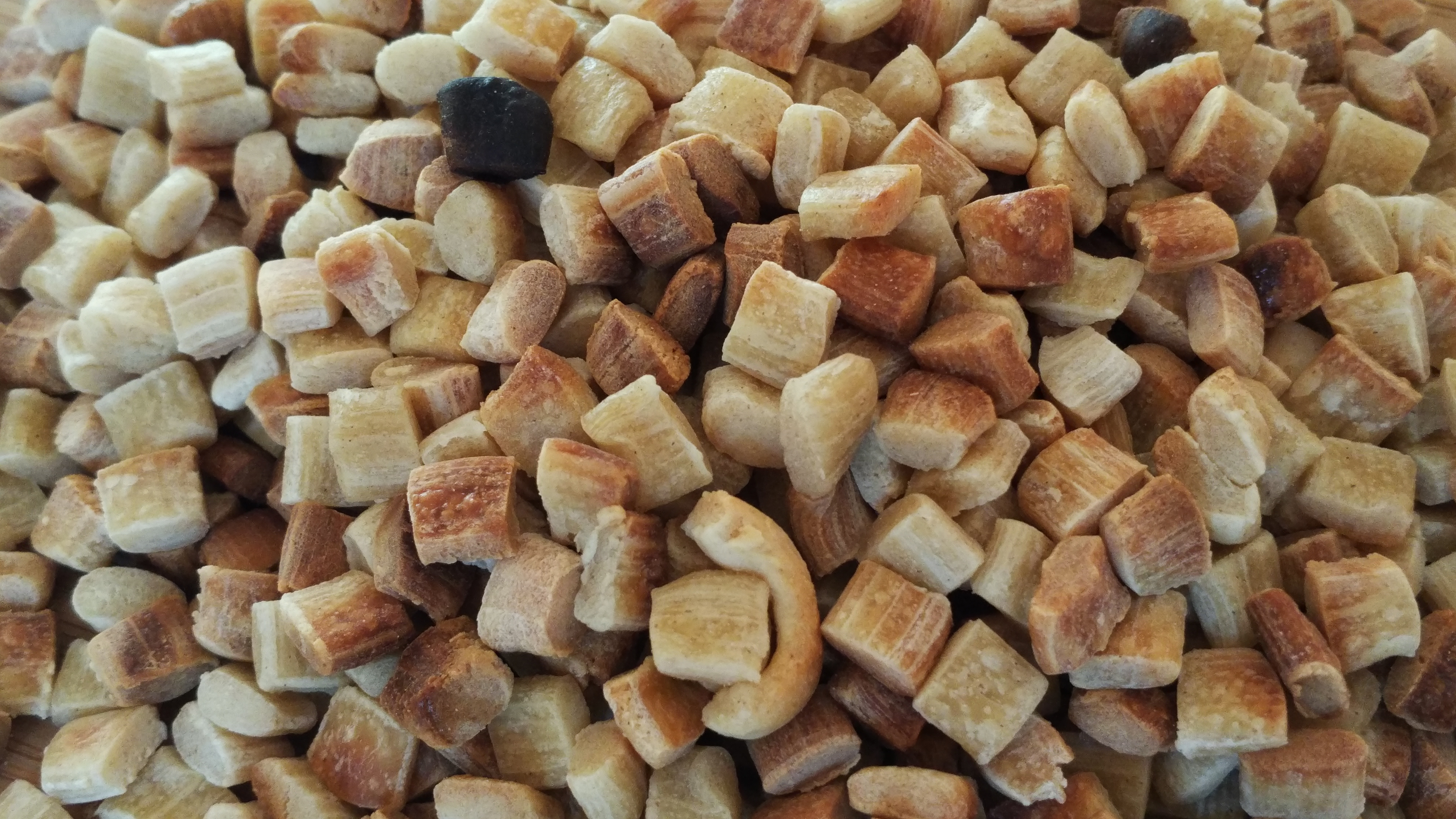
Farfel.

Farfel (Yiddish: פֿאַרפֿל, farfl; del alto alemán medio varveln) es una especie de pasta de forma irregular, elaborada con harina y huevo o matzo. Es un plato típico de la cocina Askenazí.

## Características y Costumbres
Farfel es uno de los platos más prominentes de la gastronomía judía, donde se considera estacional empleado en los platos de la celebración del Pésaj, y las celebraciones de Rosh Hashana y demás. En esta forma el farfel se compone de matzo roto en pequeñas piezas y es empleado como substitudo del pan en algunas recetas, desde el kugel a las tartas de setas pasando por los latkes. Generalmente se puede encontrar en los platos cocinados al horno. El farfel se refiere igualmente a un fideo de huevo que se emplea en las sopas, o que simplemente se sirve como un acompañamiento. Entre los judíos jasídicos el farfel se sirve como acompañamiento en la noche del Sabbath, de acuerdo con la regla instituida por el Baal Shem Tov, el fundador del Jasidismo. El farfel se come igualmente en la noche del Rosh Hashaná como un 'simun', o signo, a causa de que el nombre farfel suena en yiddish como farfallen, lo que indica 'fallen' (caído), y con ello se dice que el año se va.
En Argentina el Farfalej, es una marca registrada y se vende en cajitas con el nombre de FARFALEJ, siendo el mismo Kosher Parve

## Advertencia
El farfel no tiene nada que ver con el Faláfel.